# Villaromagnano
Villaromagnano (piemontesisch la Vilëtta) ist eine Gemeinde in der italienischen Provinz Alessandria (AL), Region Piemont.

## Lage und Einwohner
Die Gemeinde Villaromagnano liegt knapp 30 km östlich von der Provinzhauptstadt Alessandria auf einer Höhe von 170 m über dem Meeresspiegel. Das Gemeindegebiet umfasst eine Fläche von 6,12 km² und hat 655 (Stand 31. Dezember 2023) Einwohner.
Die Nachbargemeinden sind Carbonara Scrivia, Cerreto Grue, Costa Vescovato, Paderna, Sarezzano, Spineto Scrivia und Tortona.

## Geschichte
Sein Name ist seit dem 9. Jahrhundert belegt. Die am häufigsten dokumentierte Form ist Romanianum. In späteren Dokumenten gibt es auch ein Romagnanum. Sein bereits in der Jungsteinzeit besiedeltes Gebiet erlangte während der römischen Besatzungszeit eine gewisse Bedeutung. Die Ansiedlung des römischen Volkes ist durch Funde von Marmor, Keramik, Waffen, Münzen und Grabbeigaben aus einer kleinen Nekropole und Gräbern, die entlang der wichtigsten antiken Straßen verteilt sind, umfassend dokumentiert. Nach dem Niedergang des Römischen Reiches wurde es mit hohen Mauern ausgestattet, um sich gegen die Horden barbarischer Völker zu verteidigen. Im 11. Jahrhundert wurde es in vier Teile geteilt, obwohl es immer mit dem Kloster Sant'Eufemia di Tortona verbunden blieb.

## Sehenswürdigkeiten
- Die Überreste der Burg, die den Opizzoni- und Rampini-Herrschaften von Sant'Alosio gehörte.
- Die Pfarrkirche San Michele, die von 1792 bis 1796 an der Stelle einer früheren Kirche aus dem 17. Jahrhundert erbaut wurde, die wiederum in einen Tempel umgewandelt wurde, vermutlich aus der Zeit der Langobarden. 1809 wurde der Glockenturm fertig gestellt und 1818 geweiht. 1926 wurde die Fassade restauriert. In der Apsis gibt es ein Gemälde mit der Darstellung von San Michele Arcangelo.[3]

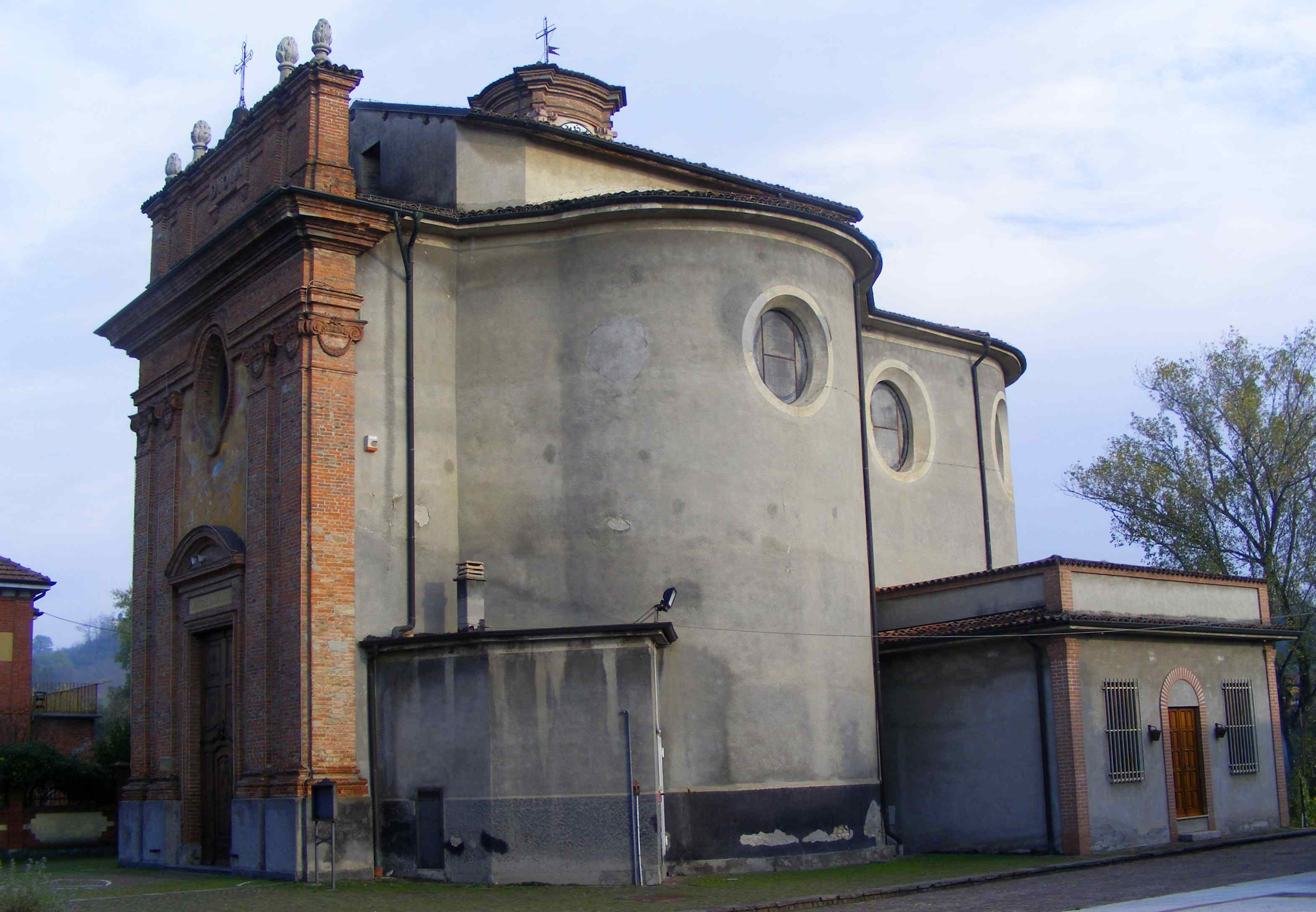
Kirche San Michele

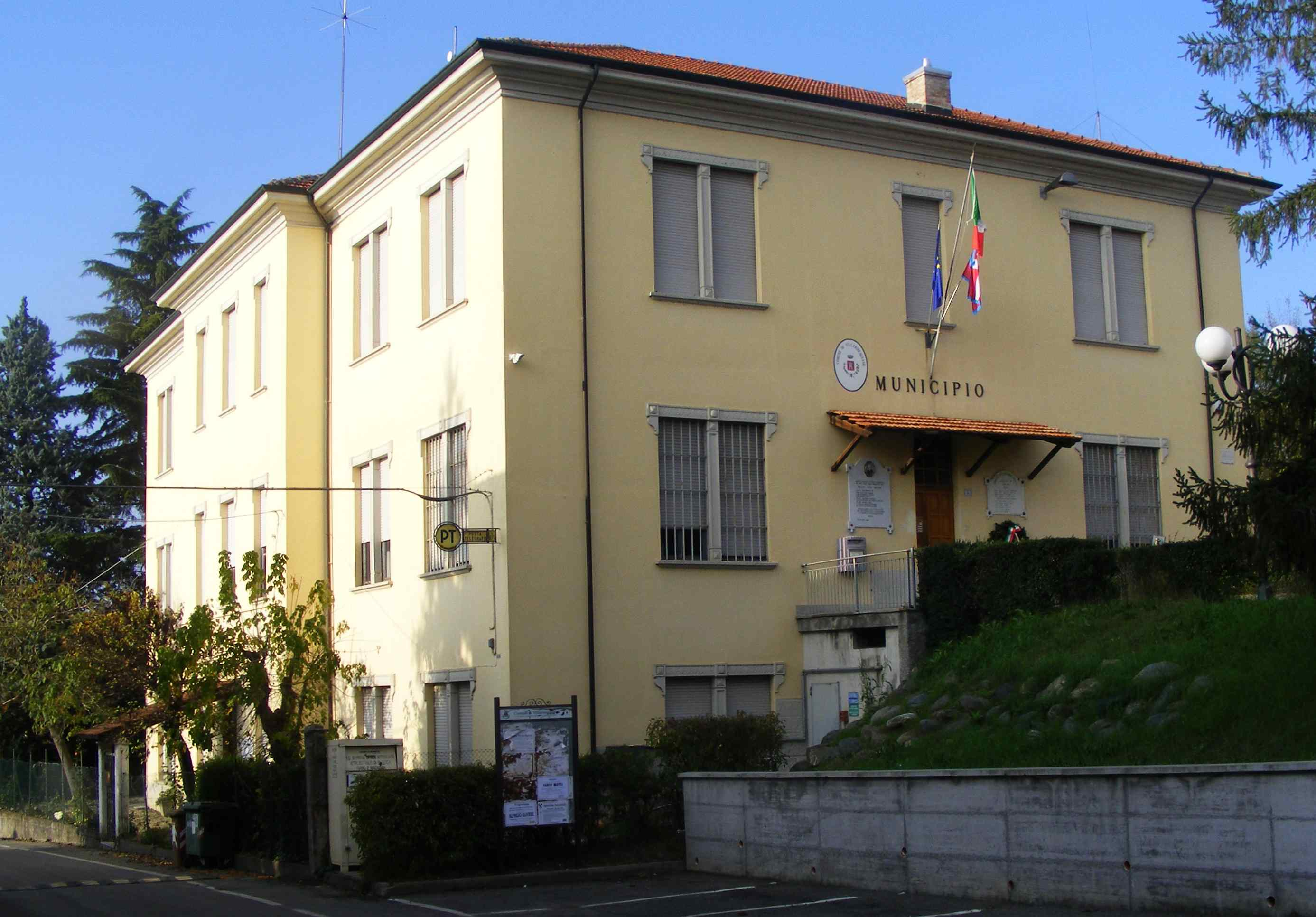
Das Rathaus von Villaromagnano